# تپه داره گوره
تپه داره گوره مربوط به دوره اشکانیان - دوره ساسانیان است و در شهرستان بانه، بخش مرکزی، دهستان شوی، روستای خواجه امیر واقع شده و این اثر در تاریخ ۱۵ دی ۱۳۸۷ با شمارهٔ ثبت ۲۴۲۳۷ به‌عنوان یکی از آثار ملی ایران به ثبت رسیده است.